# Sunny (chanteuse)
Pour les articles homonymes, voir Sunny (homonymie).
Susan Soonkyu Lee (nom coréen : Lee Sun-Kyu), née le 15 mai 1989 dans le comté d'Orange en Californie et mieux connue par son surnom Sunny est une actrice, DJ, chanteuse de comédie musicale et chanteuse américano-coréenne.
Elle occupe le poste de chanteuse secondaire et danseuse principale au sein du girl group Girls' Generation. Elle est la neuvième et dernière membre à avoir intégrée le groupe. Depuis septembre 2018, elle fait partie du deuxième sous-groupe de Girls' Generation, qui se nomme Girls' Generation-Oh!GG.
Sunny est la nièce du fondateur de la SM Entertainment, Lee Soo Man. Ses noms alternatifs sont Lee Sun-Kyu et Lee Soon-Gyu.

## Biographie

### Jeunesse
Sunny est née le 15 mai 1989, dans le comté d'Orange en Californie, et a déménagé au Koweït peu après sa naissance. Sa famille a déménagé en Corée du Sud à l'époque de la guerre du Golfe. Elle partage son anniversaire avec ses deux sœurs aînées, Lee Eun-kyu et Lee Jin-kyu. 
Son père était dans la fanfare l'université Hwaljooro avec Bae Chul-soo. Elle est la nièce de Lee Soo-man, le fondateur de SM Entertainment. Elle a étudié à Baehwa All-Girls High School.

### Carrière
Sunny a commencé sa carrière en 1998 en tant que stagiaire à Starlight Entertainment, puis a été transférée à Starworld où elle devait être l'une des membres d'un duo, « Sugar », mais le groupe n'a jamais débuté. 
En 2007, alors qu'Ayumi Lee venait de signer un contrat avec SM Entertainment, celle-ci conseilla au label de prendre Sunny sous son aile ; et quelques mois plus tard, Sunny débutait avec les huit autres membres du groupe Girls' Generation.
Elle quitte la SM Entertainment en 2023 et l'annonce publiquement sur Instagram le 8 août 2023.

## Discographie

### Avec Girls' Generation-Oh!GG
- Lil' Touch
- Fermata

### Animatrice à la radio
| Année       | Titre                      | Notes                            |
| ----------- | -------------------------- | -------------------------------- |
| 2008        | Melon Chunji Radio         | DJ avec Sungmin des Super Junior |
| 2014 - 2015 | MBC FM4U's Sunny's FM Date |                                  |